# Криминальные любовники
«Криминальные любовники» (фр. Les Amants criminels) — криминальная драма Франсуа Озона. Наполненная насилием, извращениями и чёрным юмором история двух подростков Люка и Алисы, решивших убить своего одноклассника.

## Сюжет
Подростки Люк и Алиса давно вместе, но у них ещё ни разу не получилось заняться сексом. С этим, видимо, нет никаких проблем у их одноклассника Саида, которого они решают убить. Введя в заблуждение Люка, Алиса провоцирует его на убийство Саида. Осуществив задуманное, Люк и Алиса отправляются в ближайший лес избавляться от трупа, но, спрятав тело, они понимают, что заблудились. Не найдя обратной дороги, Люк и Алиса случайно набредают на домик лесника.
Вернувшийся хозяин домика запирает своих непрошенных гостей в подвал, где они некоторое время спустя обнаруживают расчленённый труп Саида, которого, судя по всему, лесник скармливал своим пленникам. Алису лесник предпочитает держать в подвале, Люка сажает на цепь и заставляет себе прислуживать. Отношения пленника и тюремщика принимают странную форму, в итоге лесник занимается сексом с Люком не без удовольствия для последнего, что не остаётся незамеченным Алисой.
Наконец, ребятам удаётся бежать, они занимаются сексом среди копошащейся лесной живности, но тут их настигает полиция. Алису убивают. В последних кадрах фильма Люк пытается остановить полицейских, которые избивают задержанного ими лесника.

## В ролях
- Наташа Ренье — Алиса
- Жереми Ренье — Люк
- Предраг Манойлович — лесник
- Салим Кешьюш — Саид

## Фильм
Мировая премьера картины «Криминальные любовники» состоялась 3 сентября 1999 года в рамках Венецианского кинофестиваля.
Сюжет «Криминальных любовников» отдалённо напоминает сказку братьев Гримм «Гензель и Гретель». В фильме есть цитата как минимум из ещё одного литературного источника. В одном из эпизодов Алиса зачитывает фрагмент главы «Ночь в аду» (Nuit de l’enfer) из прозаической книги Артюра Рембо «Одно лето в аду» (Une saison en enfer, 1873).
Критика увидела в картине Франсуа Озона влияние работ многих классиков мирового кино. Например, сцена убийства Саида отсылает к фильму Райнера Вернера Фасбиндера «Страх съедает душу» (нем. Angst essen Seele auf, 1974), а резкий поворот сюжета — преступник сам оказывается жертвой — использовал Альфред Хичкок в ленте «Психо» (англ. Psycho, 1960).